# Elaphoglossum zavalae
Elaphoglossum zavalae är en träjonväxtart som beskrevs av A. Rojas. Elaphoglossum zavalae ingår i släktet Elaphoglossum och familjen Dryopteridaceae. Inga underarter finns listade.